# Targówka (województwo mazowieckie)

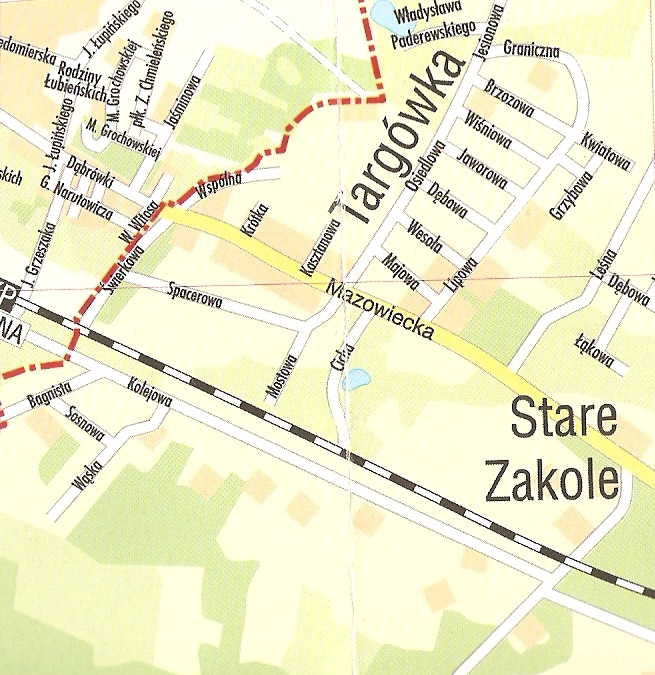
Plan wsi Targówka

Targówka – wieś sołecka w Polsce położona w województwie mazowieckim, w powiecie mińskim, w gminie Mińsk Mazowiecki. Leży we wschodniej części gminy. W latach 1975–1998 miejscowość położona była w województwie siedleckim.
Miejscowość bezpośrednio sąsiaduje z Mińskiem Mazowieckim, leży ona po obu stronach drogi biegnącej z Mińska Mazowieckiego do miasta Mrozy.
Wieś duchowna położona była w drugiej połowie XVI wieku w powiecie garwolińskim ziemi czerskiej województwa mazowieckiego.
Targówkę można podzielić na trzy dzielnice: tzw. Cegielnia, gdzie w dawniejszych latach wydobywano glinę i wypalano z niej cegłę (obecnie okolice ul. Kwiatowej, Grzybowej, Lipowej, Granicznej), Poduchowa – na północ od ul. Mazowieckiej od granic miasta, aż po granice wsi Osiny, ul. Wspólna, Krótka, Kasztanowa, Osiedlowa. Targówka Zatorze na południe od ul. Mazowieckiej i okolice traktu kolejowego Warszawa – Terespol (przy stacji kolejowej Mińsk Mazowiecki Anielina). Można także wyróżnić centrum, które rozciąga się bezpośrednio przy głównej ulicy wsi, ul. Mazowieckiej.
Targówka to stara wieś już w 1422 wymieniana pod nazwą Targówko. Nazwa miejscowości wzięła się od targowiska, które było w bezpośredniej miejscowości od miasta na terenach obecnej wsi.
Po wybudowaniu w Mińsku kościoła należała do majątku kościelnego.
Targówka należała także:
- w okresie przed II wojną światową, w czasie okupacji i po wojnie do gminy Mińsk Mazowiecki
- w latach 1945–1951 do Gromadzkiej Rady Narodowej w Barczącej
- w latach 1962–1972 do Gromadzkiej Rady Narodowej w Mińsku Mazowieckim
- od 1973 do gminy Mińsk Mazowiecki

Targówka zajmuje powierzchnię 170,50 ha, z czego grunty orne to ok. 30,6 ha, łąki i pastwiska 50,3 ha, inne grunty 90,6 ha. Klasa ziemi: III 17,5 ha, IV, a i b 76 ha, V i VI 54,3 ha.
Wierni Kościoła rzymskokatolickiego należą do parafii Matki Bożej z Guadalupe w Budach Barcząckich.